# آرتورو سیلوت
آرتورو سیلوت (به انگلیسی: Arturo Silot،  زادهٔ ۱۳ آوریل ۲۰۰۱) یک کشتی‌گیر آزادکار اهل کشور کوبا است. وی سابقه حضور در المپیک ۲۰۲۴ پاریس را دارد.